# Mulyajaya (Kutawaluya)
Mulyajaya is een bestuurslaag in het regentschap Karawang van de provincie West-Java, Indonesië. Mulyajaya telt 2207 inwoners (volkstelling 2010).